# Maler von Berlin 2426

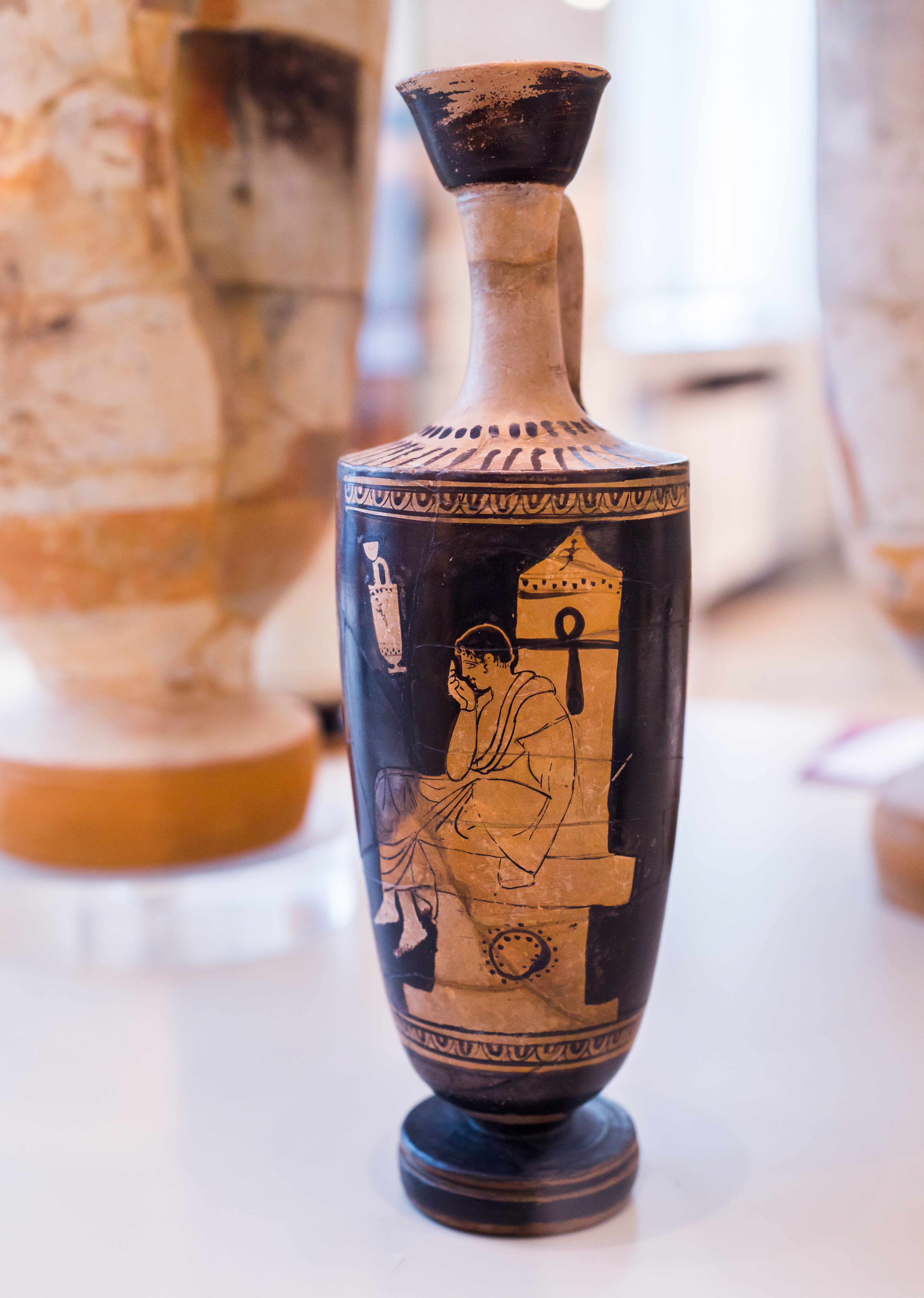
Lekythos F 2427 in der Antikensammlung Berlin

Der Maler von Berlin 2426 war ein griechischer Vasenmaler in der zweiten Hälfte des 4. Jahrhunderts in Athen. Ihm werden zwei weißgrundige Lekythen, F 2426 (Kriegsverlust) und F 2427, in der Berliner Antikensammlung zugeschrieben.